# Escuela de Documentalistas de Madrid
La desaparecida Escuela de Documentalistas de Madrid quedaba en la Biblioteca Nacional (1964). Tuvo enorme importancia en la formación de investigadores literarios, bibliógrafos y documentalistas. En 1980 se transformó en el Centro de Estudios Bibliográficos y Documentarios, ahora dependientes del Ministerio de Cultura.
- Datos: Q5839116